# Данилевський Іван Андрійович
Данилевський Іван Андрійович (19.03.1894, с. Шестовиця Чернігівського району Чернігівської області — після 1967 р.) — український офтальмолог, офтальмохірург.

## Життєпис
Народився в селянській родині. У 1912 р. закінчив Чернігівську чоловічу гімназію. Свою практичну діяльність розпочав одразу ж після закінчення в 1917 р. медичного факультету Київського університету ім. Святого Володимира. Невдовзі після закінчення навчального закладу був мобілізований на фронт. Упродовж вересня-грудня 1917 р. служив молодшим лікарем полку 2-ї дивізії Румунського фронту Царської армії. Протягом грудня 1917 — серпня 1919 років працював земським лікарем у с. Пакуль Чернігівського повіту. З серпня 1919 до січня 1923 р. проходив службу у Червоній Армії старшим артилеристом 537 радянського стрілецького полку 60 дивізії (Лівобережна група військ). Упродовж 1919—1922 рр. в якості військового лікаря брав участь у боях проти А. І. Денікіна, П. М. Врангеля, Н. І. Махна, білополяків на південному і південно-західному фронтах. З січня 1923 до вересня 1929 р. працював лікарем-інтерном і ординатором очної клініки Київської міської лікарні ім. Жовтневої революції. У 1929 р. І. А. Данилевський перейшов на роботу до очної клініки Київського інституту вдосконалення лікарів на посаду асистента. З грудня 1935 р. — виконувач обов’язків завідувача кафедри очних хвороб Вінницького державного медичного інституту. Згодом отримав звання доцента. З вересня 1938 р. І. А. Данилевський за сумісництвом працював також завідувачем навчальної частини цього навчального закладу. Наприкінці 1938 р. обраний до складу правління Українського офтальмологічного товариства.
16 липня 1941 р. І. А. Данилевський мобілізований до лав Червоної Армії. Проходив службу інспектором-лікарем УМЕП-52 (управління місцевого евакопункту) в Уральському військовому окрузі (жовтень-листопад 1941 р.) та Московському військовому окрузі. Згодом працював помічником начальника відділення того ж управління в складі Закавказького фронту (червень 1942 — листопад 1944 рр.), начальником санітарного відділення виставки трофейного озброєння (грудень 1944 р.), головним офтальмологом Закавказького фронту (січень-травень 1945 р.). Керував роботою офтальмологів у тилових шпиталях і на етапах медичної евакуації фронту в боях за Кавказ. Звільнений зі збройних сил у серпні 1945 р. Мав військове звання підполковника медичної служби. За участь у війні був нагороджений медаллю «За оборону Кавказу».
Після демобілізації, у листопаді 1945 р., був запрошений на посаду завідувача кафедри очних хвороб Київського державного стоматологічного інституту. Одночасно працював на посаді завідувача відділу медичних вузів Управління вищої школи при Раді Міністрів УРСР. У грудні 1948 р. Вища атестаційна комісія затвердила його у вченому званні доцента кафедри очних хвороб Київського державного стоматологічного інституту без захисту кандидатської дисертації. В лютому 1955 р. у зв’язку з ліквідацією Київського державного стоматологічного інституту і створення на його базі стоматологічного факультету Київського державного медичного інституту ім. О. О. Богомольця, І. А. Данилевський переведений на посаду доцента кафедри очних хвороб цього навчального закладу. 25 серпня 1955 р. звільнений з посади як такий, що не пройшов за конкурсом.
У другій половині 1940-х — 1950-х роках І. А. Данилевський працював також в очному відділенні Республіканського щелепно-лицьового шпиталю для лікування інвалідів Великої Вітчизняної війни в Києві. З кінця 1950-х років — лікар-офтальмолог Київської міської клінічної лікарні ім. М. І. Калініна. У післявоєнні роки був членом правління Київського офтальмологічного товариства, членом спілки «Медсантруд», входив до складу редакційної колегії «Офтальмологічного журналу» (1945—1967) та чотиритомного видання «Избранных трудов» В. П. Філатова (1961). У 1967 р. І. А. Данилевський вийшов на пенсію. Подальша його доля залишається невідомою.

## Наукова діяльність
Першу наукову публікацію «Татуировка роговицы сажей» І. А. Данилевський опублікував у 1925 р. в «Русском офтальмологическом журнале». Доповідь на цю тему була оприлюднена на засіданні Київського офтальмологічного товариства 11 жовтня 1925 р. Наукові дослідження І. А. Данилевського присвячені проблемам хірургічного лікування травматичних уражень ока, питанням етіології та терапії трахоми і туберкульозу очей, лікуванню ушкоджень ока бойовими отруйними речовинами. Запропонував захисну маску для післяопераційних хворих, методи лікування виразок рогівки хлораміном, обґрунтував принципи фіксації очного яблука при офтальмологічних операціях. І. А. Данилевський — співавтор підручника «Курс оперативної офтальмології» (1933), в якому узагальнено досвід хірургічного лікування хвороб очей офтальмологічної клініки Київського інституту вдосконалення лікарів. Автор трьох видань підручника «Очні хвороби» для середніх медичних навчальних закладів (1938, 1939, 1946). Під час Другої світової війни удосконалив методику хірургічного лікування наслідків бойових ушкоджень ока. У післявоєнний час розробив методи орбітально-лицьової пластики та очного протезування пацієнтів, які отримали бойові травми очей під час Другої світової війни. На початку 1960-х років проводив експериментальні дослідження впливу протеолітичних ферментів на тканини ока, зокрема при хірургічному лікуванні катаракти. Розробив схему лікування гострих порушень кровообігу у сітківці, вивчав вплив тканинної терапії на орган зору. Учасник численних всесоюзних наукових конференцій та з’їздів. Упродовж життя опублікував близько 50 наукових праць.

## Лікарська діяльність
Свою лікарську діяльність розпочав одразу ж після закінчення в 1917 р. медичного факультету Київського університету імені Святого Володимира. Упродовж грудня 1917 — серпня 1919 років працював земським лікарем у с. Пакуль Чернігівського повіту. На фронтах громадянської війни проходив службу в якості військового лікаря. В 1920-х рр. — лікар-окуліст сільських медичних закладів Білоцерківщини. Працюючи у Вінницькій обласній клінічній лікарні ім. М. І. Пирогова, І. А. Данилевський упродовж 1937—1941 рр. провів сотні операцій при травматичних ураженнях очей. Завдяки його зусиллям багатьом хворим вдалося повернути зір. В очній клініці м. Вінниці під керівництвом І. А. Данилевського застосовувалися найновіші методи лікування очних хвороб та здійснювалися всі види сучасних офтальмологічних операцій. Оперативні втручання виконувалися за методом відомого вченого В. П. Філатова й, зокрема, наскрізна операція пересадки рогової оболонки ока.
Під час Другої світової війни працював військовим офтальмологом, проводив лікування пацієнтів з бойовими травмами очей, з терапевтичною та косметичною метою виконував реконструктивні офтальмологічні операції.
У другій половині 1940-х — 1950-х рр. І. А. Данилевський працював в очному відділенні Республіканського щелепно-лицьового шпиталю для лікування інвалідів війни в Києві. Упродовж першого повоєнного десятиріччя в цьому шпиталі за його участі було проведено понад 600 оперативних втручань, з яких більше 60% припадало на пластичні операції, що мали на меті виправлення каліцтв орбітально-лицьової ділянки. Майже 20% пацієнтів потребували оперативних втручань з відновлення нижньої повіки. Звичайно виправлення орбітально-лицьових дефектів вдавалося досягти оперативними методами, проведеними в 5—6 етапів. При виправленні найбільш важких дефектів І. А. Данилевський використовував кругле мігруюче стебло за Філатовим, яке вважалося самим надійним та універсальним методом пластики. Цей метод у багатьох випадках дозволяв обійтися без хондропластики чи пересадки кістки. При порівняно невеликих дефектах задовільні результати давала пластика шкірним клаптем на ніжці, який був взятий з навколишніх тканин.
З кінця 1950-х років і до виходу на пенсію І. А. Данилевський працював у Київській міській клінічній лікарні ім. Калініна, проводив оперативні втручання при травматичних ураженнях ока, катаракті та інших офтальмологічних патологіях.

## Праці І. А. Данилевського
1. Данилевский И. А. Татуировка роговицы сажей / И. А. Данилевский // Русский офталмологический журнал. — 1925. — № 5. — С. 460—462.
2. Данилевский А. И. Скрофулезные заболевания глаз в Ставищанском районе Киевской области и борьба с ними / А. И. Данилевский // Профилактическая медицина. — 1926. — № 2. — С. 91—93.
3. Данилевский А. И. Задачи окулиста на профилактическом участке (доклад на 1-м Всесоюзном съезде глазных врачей) / И. А. Данилевский // Труды 1-го Всесоюзного съезда глазных врачей. — Москва, 1927. — С. 69—72.
4. Данилевский И. А. Защитная маска для послеоперационных глазных больных / И. А. Данилевский // Русский офталмологический журнал. — 1929. — № 2. — С. 80—82.
5. Данилевский И. А. Лечение гнойных язв роговицы хлорамином / И. А. Данилевский // Советский вестник офталмологии. — 1934. — № 5. — С. 434—437.
6. Данилевский И. А. Терапевтическое значение исскуственного отека при ипритных поражениях глаз // И. А. Данилевский, И. М. Тимко // Врачебное дело. — 1936. — № 3. — С. 244—247.
7. Данилевський І. А. Про зв'язок рівноваги окорухомого апарату ока з глибинним окоміром / І. А. Данилевський, Н. П. Яновська // Праці Вінницького державного медичного інституту. — К.: Держмедвидав, 1938. — Т. 1. — С. 112—124.
8. Данилевський І. А. До зміни бактеріальної флори кон’юктивального мішка при пораненнях очного яблука / І. А. Данилевський, Ю. С. Шігімага, Є. Г. Бистрицька // Тези доповідей 2-го Українського з’їзду офтальмологів. — Одеса, 1938. — С. 14.
9. Данилевский И. А. Аллергические реакции при трахоме / И. А. Данилевский, Ю. С. Шигимага // Программа и тезисы 2-й сессии Центрального института офтальмологии имени Гельмгольца. — Москва, 1938. — С. 16
10. Данилевський І. А. Очні хвороби. Підручник для середніх медичних шкіл / І. А. Данилевський, П. Р. Фішман. — К.: Держмедвидав, 1939. — 136 с.
11. Данилевский И. А. О восстановительной хирургии при лечении последствий боевых травм глаза / И. А. Данилевский // Труды конференции врачей эвакогоспиталей НКЗ Грузинской ССР. — Тбилиси, 1944. — С. 611—615.
12. Данилевский И. А. Об операциях восстановления нижнего века круглым стеблем и лоскутом на ножке / И. А. Данилевский, Р. Л. Мельцер // Врачебное дело. — 1955. — № 3. — С. 201—204.
13. Данилевский И. А. О влиянии на глаз альфа-химотрипсина (экспериментальное наблюдение) / И. А. Данилевский // Тезисы XIV научной сессии Украинского научно-исследовательского института глазных болезней им. проф. Л. Л. Гиршмана. — Харьков, 1961. — С. 118—119.
14. Данилевский И. А. Опыт интракапсулярной экстракции катаракты с помощью отечественного альфа-химотрипсина (экспериментально-клиническое наблюдение) // И. А. Данилевский, К. Н. Веремеенко // Материалы II Всесоюзной конференции офтальмологов. — Тбилиси, 1961. — С. 346—347.
15. Данилевский И. А. Опыт лечения бельм трипсином / И. А. Данилевский // Тезисы докладов XV научной сессии Украинского научно-исследовательского института глазных болезней имени Л. Л. Гиршмана. — Харьков, 1964. — С. 83.
16. Данилевский И. А. Лечение острых расстройств кровообращения в сетчатке / И. А. Данилевский // Материалы межобластной научной конференции офтальмологов города Киева, Винницкой, Житомирской, Киевской, Черкасской и Черниговской областей. — Киев, 1965. — С. 107—108.